# بيانكا بالتي
بيانكا بالتي (بالإيطالية: Bianca Balti)‏ (مواليد 19 مارس 1984) عارضة أزياء إيطالية .

## نشأتها
ولدت بيانكا بالتي في لودي، إيطاليا، لأبوين إيطاليين، برونو بالتي وماريابيس مارزاني. تزوجت بالتي من مصور إيطالي يدعى كريستيان لوسيدي، ولديها ابنة، ماتيلد، التي ولدت عام 2007. انفصل الزوجان في عام 2010. أنجبت ابنتها الثانية وتدعى ميا ماكراي في 14 أبريل 2015 ، من صديقها ماثيو ماكراي.
يقسم الشريكان وقتهم بين أسبانيا وكاليفورنيا. تزوجت رسميا من ماثيو ماكراي في 1 أغسطس 2017.

## روابط خارجية
- بيانكا بالتي على موقع IMDb (الإنجليزية)
- بيانكا بالتي على موقع ميوزك برينز (الإنجليزية)
- بيانكا بالتي على موقع قاعدة بيانات الفيلم (الإنجليزية)
- بيانكا بالتي على موقع دليل عارضات الأزياء (الإنجليزية)